# 펜필드 (기업)
펜필드(영어: Penfield)는 미국의 의류 기업이다. 1975년 하비 그로스에 의해 매사추세츠주 허드슨에서 창립되었다.